# From the Hip

From the Hip est un film américain de Bob Clark sorti en 1987.

## Synopsis
Un jeune avocat zélé tente par tous les moyens d'obtenir l'acquittement de son client.

## Fiche technique
- Titre : From the Hip
- Réalisation : Bob Clark
- Scénario : Bob Clark et David E. Kelley
- Musique : Paul Zaza
- Photographie : Dante Spinotti
- Montage : Paul Cole
- Genre : comédie
- Pays d'origine :  États-Unis

## Distribution
- Judd Nelson : Robin « Stormy » Weathers
- Elizabeth Perkins : Jo Ann
- David Alan Grier : Steve Hadley
- Dan Monahan : Larry
- John Hurt : Douglas Benoit
- Darren McGavin : Craig Duncan
- Nancy Marchand : Roberta Winnaker
- Allan Arbus : Phil Ames
- Richard Zobel : Matt Cowens
- Robert Irvin Elliott : Scott Murray
- Ray Walston : Le 1er juge
- Edward Winter : Raymond Torkenson
- Beatrice Winde : Le 2e juge
- Royce D. Applegate : M. Wilby
- Robert Dickman : Dr Charles Peckham
- George Hall : Harvey Beals
- Art Hindle (en) : Lieutenant Matt Sosha
- Everett Quinton : Warren